# Pappaliv
Föreningen Pappaliv är en ideell förening som sedan 2005 arbetar för barns rättighet till båda sina föräldrar genom att ge råd och stöd till fäder, men även till mödrar, i vårdnadstvister.
Föreningen har bland annat varit remissinstans i frågan om beslutanderätt vid gemensam vårdnad (SoU 2007:52). Föreningen bedriver i dagsläget ingen verksamhet, http://www.ratsit.se/8024287180-FORENINGEN_PAPPALIV.SE